# 赫克托耳

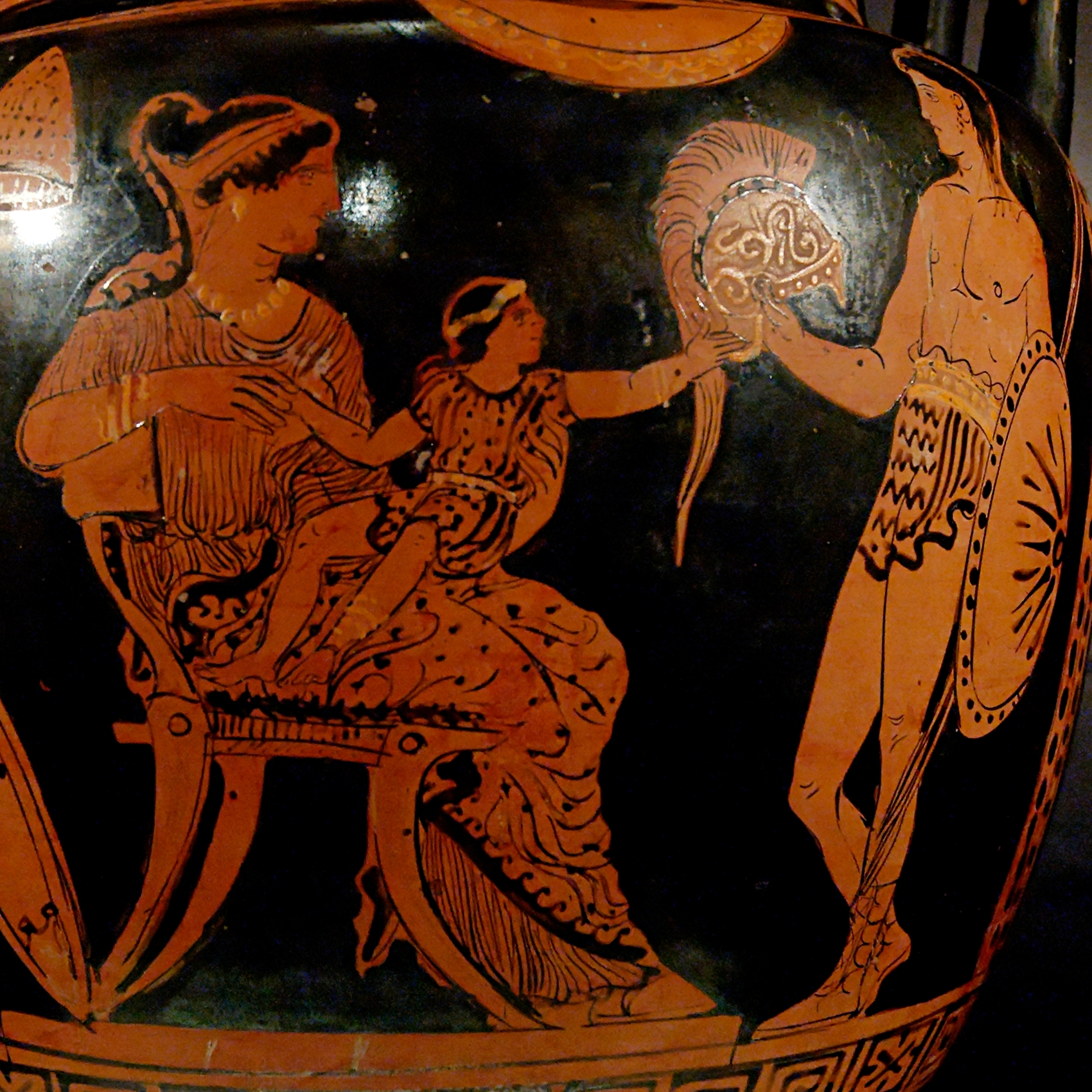
赫克特在决斗前最后一次与妻子安卓瑪姬與兒子阿斯泰安納克斯相聚的情景（见于公元前4世纪的陶器）。

赫克托耳（古希腊语，Hektōr, 發音：[héktɔːr]) ），普里阿摩斯的儿子，特洛伊王子，帕里斯的哥哥。他是特洛伊第一勇士，被称为“特洛伊的城墙”，不但勇冠三军，而且为人正直品格高尚，是古希腊传说和文学中非常高大的英雄形象。
在史诗《伊里亞德》中，他在一開始反对为了帕里斯的私事而挑起与希腊军队的战事。但是战争发生后，他义无反顾的率领特洛伊人与希腊的大军作战。
希腊第一勇士阿基里斯由于与统帅阿伽门农的个人矛盾而对战事袖手旁观后，希腊军中无人能敌赫克托耳，屡战屡败。此后，阿基里斯的挚友帕特罗克洛斯穿上阿基里斯的盔甲假装出战，但是被赫克托耳杀死。阿基里斯勃然大怒，重新参战，指名要与赫克托耳决鬥。
赫克托耳在决斗中被阿基里斯杀死，他的尸体也被阿基里斯拖在战车后面绕城，不让特洛伊人安葬以泄其愤。赫克托耳的父亲普里阿摩斯王冒险亲自拜访阿基里斯，才说服他把送还赫克托耳的尸体。虽然历经数日，但是尸体由于众神的保护，却完好无损。
《伊里亞德》以赫克托耳的葬礼和对他的悼念而结束。
另外，赫克托耳和大埃阿斯的決鬥也是一個為人津津樂道的橋段。在兩人對戰之前，沒有任何一位決鬥者能擋下赫克托耳的長矛，大埃阿斯為此特別製作一面包了七層牛皮的青銅盾。對決中赫克托耳先投出長矛，將堅固的盾牌擊穿六層；大埃阿斯隨後擲矛，穿破赫克托耳的盾牌並傷害到他。但是負傷的赫克托耳依舊勇猛，兩人纏鬥到日落不分勝負，最後交換了防具以示敬意。

## 《伊里亞德》中的赫克托耳
在《伊里亞德》中，荷馬对赫克托耳的描写时常带有贬义。例如赫克托耳的专属修饰词，虽然有“头盔闪亮的”、“神一样的”这种褒义词，也包括“杀人如麻的”这种并不符合人物性格的词汇。剧情中虽然不乏赫克托耳勇冠三军、爱护妻儿的正面描写（第六卷371行），但也曾写到赫克托耳在被阿基里斯击败后丑态百出地求饶（第二十二卷363行），这与后世悲剧与史书描写的不同。
这可能是因为史诗韵脚的限制，以及体现了荷马试图加强戏剧冲突的尝试，但也可能是因为荷马本身就不喜欢这个人物，或者在荷马时代人们对赫克托耳的评价并不像后世那么正面。

## 相关作品
- 荷马史诗 - 伊利亞德
- 电影《特洛伊》，赫克托尔由艾瑞克·巴纳扮演。
- 希腊神话
- 小說《特洛伊三部曲》－大衛.蓋梅爾（David Gemmell）
- 手機遊戲《Fate/Grand Order》中，以「Lancer」的職階登場，寶具為「不毀的極槍」。

## 大眾文化
赫克托耳在撲克牌代表方塊J，特徵是手持劍刃。